# Slava Ukraini! (chanson)
Ne doit pas être confondu avec le documentaire Slava Ukraini, sorti en 2023 et réalisé par Marc Roussel et Bernard-Henri Lévy.
Slava Ukraini! (Слава Україні! ; en français Gloire à l'Ukraine) est une chanson composée par Marcus Paus, le compositeur officiel des Forces armées norvégiennes,. Elle est basée sur l'utilisation mondiale de l'expression « Gloire à l'Ukraine » (en ukrainien : Слава Україні (Slava Ukraini)) comme symbole de résistance et de solidarité lors de l'invasion russe de 2022,,, et s'inspire d'un motif de l'ouverture de l'hymne national ukrainien,.

## Histoire
La chanson, sortie le 27 février 2022, est enregistrée deux jours plus tard par l'artiste lituano-norvégien Povilas Syrrist-Gelgota de l'Orchestre philharmonique d'Oslo, et est diffusé peu de temps après par le radiodiffuseur du gouvernement norvégien, NRK, et joué lors d'un concert pour la paix en faveur de Ukraine à l'Académie norvégienne de musique,,,,. Le travail est également présenté dans une émission sur le LRT le 8 mars 2022. En outre, l'œuvre est présentée au concert de solidarité de SOS Villages d'enfants et de l'UNICEF Norvège « Ensemble pour les enfants d'Ukraine » dans l'Atrium de l'Université d'Oslo, lieu traditionnel des cérémonies du prix Nobel de la paix.
Son auteur a décrit l'œuvre comme une chanson de résistance et a déclaré que « l'œuvre semble toucher une corde sensible chez de nombreuses personnes, y compris celles qui se trouvent au milieu de la zone de combat. Il n'y a pas de tâche plus noble pour la musique que d'unir et de réconforter les gens ». Peu de temps avant d'écrire l'œuvre, Paus a été chargé par les forces armées norvégiennes d'écrire une œuvre majeure de «construction identitaire et unificatrice» pour les forces armées, la plus grande commande de l'histoire de la musique militaire norvégienne,. Paus, qui est en partie d'origine juive, a également été chargé par le gouvernement norvégien d'écrire l'œuvre chorale The Beauty That Still Remains, basée sur le Journal d'Anne Frank, pour le 70e anniversaire officiel norvégien de la fin de la Seconde Guerre mondiale.

## Discographie
- Povilas Syrrist-Gelgota (Orchestre philharmonique d'Oslo), Slava Ukraini !, NRK, 2022[2].